# Calligrapha polyspila
Calligrapha polyspila es una especie de escarabajo del género Calligrapha, familia Chrysomelidae. Fue descrita científicamente por Germar en 1821.
Esta especie se encuentra en América del Sur.